# Rudolf Schwarz
Rudolf Schwarz (ur. 23 marca 1834 w Wadowicach, zm. 24 maja 1899 w Bykowcach) – polski kupiec, muzyk, pedagog.

## Życiorys

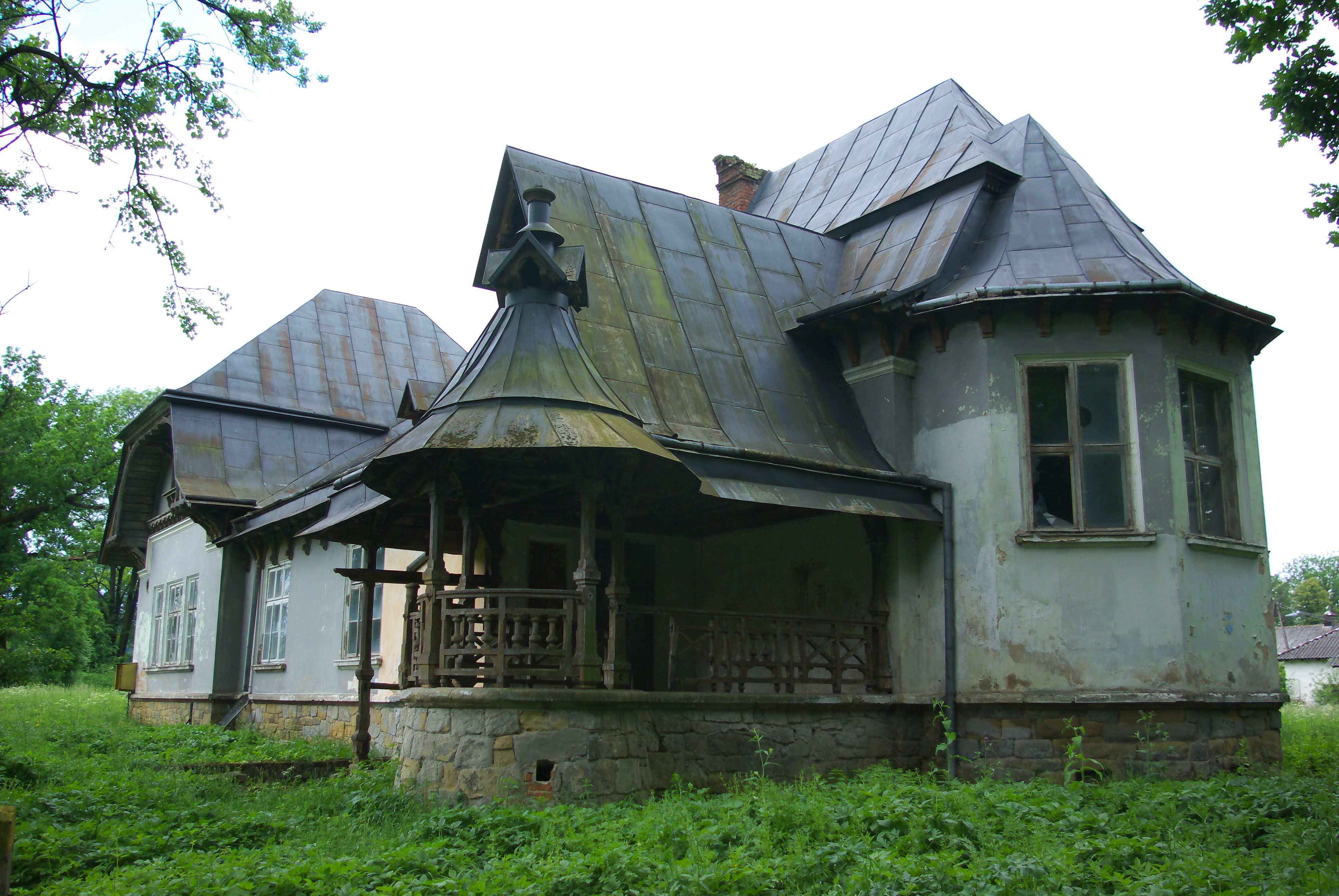
Dwór w Bykowcach

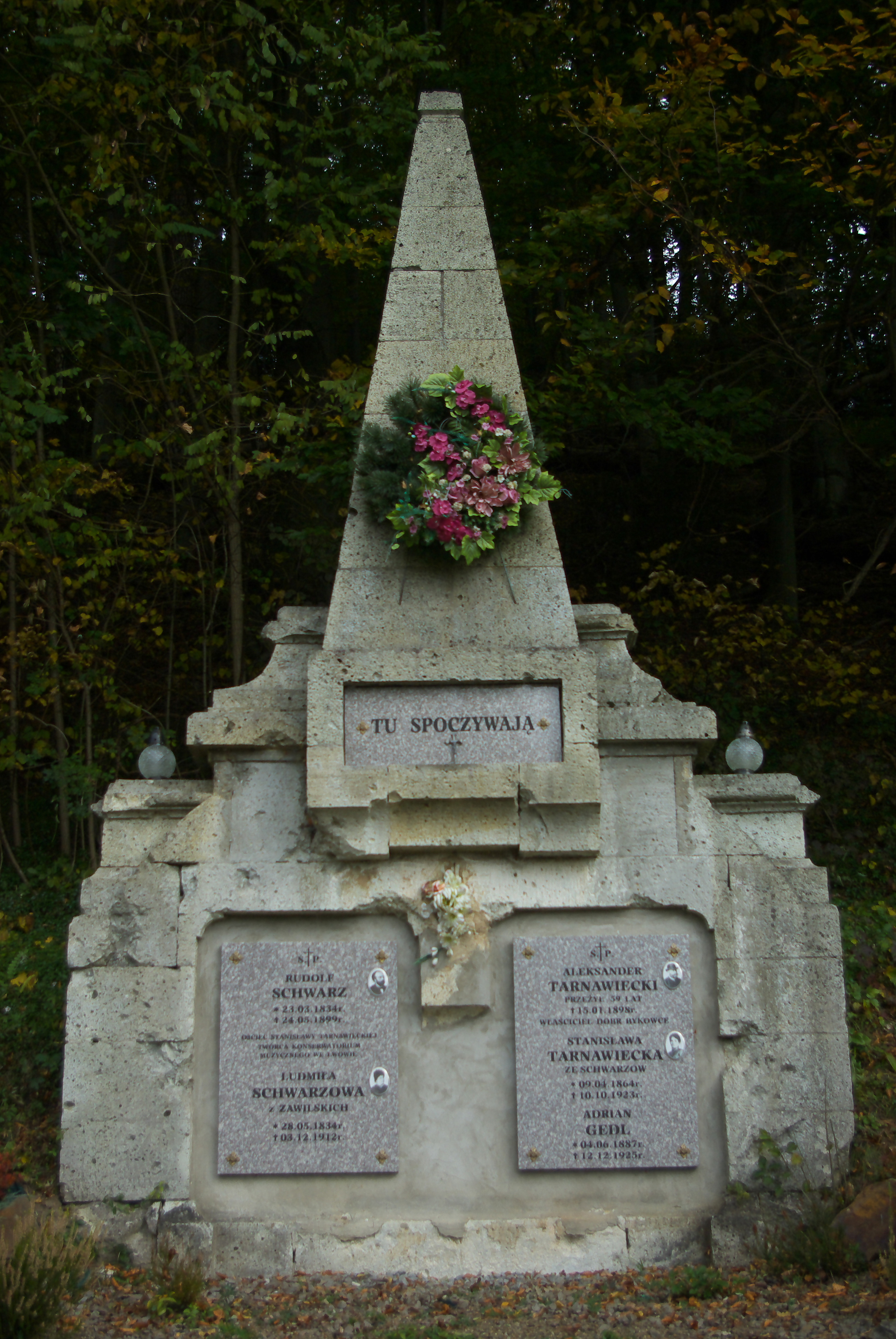
Grobowiec rodzinny Tarnawieckich i Schwarzów

Urodził się 23 marca 1834 w Wadowicach. Wywodził się z rodziny pochodzenia niemieckiego, trudniącej się kupiectwem, o zamożnym statusie. Był jednym z dzieci Franciszka (kupiec, asesora magistratu w Wadowicach, właściciel folwarku Szwarcowizna, zm. 1839) i Emilii z domu Kotschil. Miał siostry. W domu rodzinnym Schwarzów obecna była muzyka. 
W Wadowicach uczył się w szkole głównej normalnej, a następnie w szkole realnej. Obok kontynuacji tradycyjnego zajęcia rodowego tj. kupiectwa, do którego był przeznaczony, rozwijał kształcenie muzyczne. Od piątego roku życia uczył się gry na fortepianie, grał na skrzypcach. Studiował teorię muzyki (jednym z jego nauczycieli był Löffler z Lipska, później nauczający w Krakowie). W 1853 odziedziczył po wujku sklep w Wadowicach, który prowadził przez trzy lata, po czym zbył ten interes w 1856 i wówczas przeprowadził się do Lwowa. Tam razem z Henrykiem Fuchsem (wzgl. Fuchsą) założył sklep galanteryjny, a potem prowadził także skład fortepianów. Składy jego trzech sklepów mieściły się tuż przy jego domu, przylegającego do ul. Teatralnej. Równolegle kształcił się nadal w dziedzinie muzyki pod okiem Karola Mikulego w zakresie teorii muzyki, harmonii, kontrapunktu. Od 1857/1858 był członkiem czynnym i wspierającym Galicyjskiego Towarzystwa Muzycznego, następnie przez dłuższy czas zasiadł w wydziale tegoż. Jego dom we Lwowie był przepełniony muzyką i atmosferą patriotyzmu. W latach 1869–1873 organizował w swoim domu tzw. niedzielne „poranki muzyczne”, z czasem słynne w całym Lwowie. Podczas tych spotkań występował stworzony przez niego chór mieszany w liczbie 70 osób. Sam grał na harmonium, ponadto także na organach, na fortepianie i na skrzypcach. Od 1866 do 1867 piastował funkcję drugiego dyrygenta opery w Teatrze Skarbka. Od 1868 był chórmistrzem GTM, od 12 listopada 1871 zastępcą dyrektora Towarzystwa. W 1874 zrezygnował definitywnie z działalności kupieckiej, poświęcając się działalności muzycznej. W 1875 został profesorem gry na organach, nauczał także teorii muzyki na kursie pedagogicznym. Od 19 stycznia 1878 był zastępcą dyrektora artystycznego Konserwatorium Lwowskiego i Towarzystwa Muzycznego, a po ustąpieniu K. Mikulego z funkcji dyrektora Galicyjskiego Towarzystwa Muzycznego latem 1887, objął to stanowisko w charakterze prowizorycznym (tymczasowym), a 8 maja 1888 został wybrany stałym dyrektorem artystycznym Towarzystwa Muzycznego oraz połączonego z nim Konserwatorium. Posady te pełnił przez 11 lat do końca życia. Był redaktorem wydawanego krótkotrwale od początku 1877 „Przeglądu Muzycznego”. W trakcie swojej działalności komponował jedynie niewielkie utwory (preludia) i opracowania. Był autorem publikacji pt. Szkoła na harmonium (1898), przeznaczona dla amatorów. Sprawując swoje funkcje i stanowisko był w środowisku muzycznym osobą niepospolitą z uwagi na brak wykształcenia zawodowego.
Podczas powstania styczniowego w 1863 został mianowany przez Rząd Narodowy naczelnikiem Okręgu I w Wydziale V miasta Lwowa. Jego dom, położony w ścisłym centrum Lwowa i dysponującym alternatywnymi przejściami w inne ulice i zabudowania, służył za miejsce spotkań i narad spiskowców (bywali tam Edmund Różycki, Karol Różycki, Jan Stella-Sawicki, Michał Heydenreich, Romuald Traugutt, Milewski, Mieczysław Romanowski). W mieszkaniu wyrabiano i składowano amunicję, ukrywano poszukiwanych powstańców. Na rzecz sprawy działała także żona Rudolfa.
Od 1862 był żonaty z Ludmiłą z domu Zawilską (1834-1912), z którą miał trzy córki: Stanisławę (1864-1923, zamężna wpierw z Aleksandrem Tarnawieckim, potem z Ludwikiem Baldwin-Ramułtem), Marię (zamężna z lekarzem dr. Władysławem Gedlem, babka Marka Gedla) i Ludmiłę (śpiewaczka i nauczycielka śpiewu znana w Paryżu jako Lody Palasara).
Zmarł nagle na serce w Zielone Świątki 24 maja 1899 podczas odwiedzin u swojej córki na Zielone Świątki w należącym do niej dworze w Bykowcach. Został pochowany na starym cmentarzu w Bykowcach 27 maja 1899 w pogrzebie pod przewodnictwem proboszcza z Sanoka, ks. Bronisława Stasickiego. W pogrzebie uczestniczyli żałobnicy zarówno z rodziny jak i osoby przybyłe z Krakowa i Lwowa. Do Bykowiec wybrał się wówczas przyjaciel rodziny Schwarzów i Tarnawieckich, lwowski architekt Władysław Halicki, który miał wykonań grobowiec familijny.